# Guineai sokúszóscsuka
A guineai sokúszóscsuka (Polypterus ansorgii) a sugarasúszójú halak osztályába tartozik. Nyugat-Afrikától, Bissau-Guineán át Nigériáig folyókban és más édesvizekben fordul elő. Maximális hossza eléri a 28 centimétert,  zöldesbarna vagy fekete színű, oldalán nagy sötét foltok találhatóak. A kifejlett példányokon az alsó állkapocs enyhén kinyúlhat. Hasonló néhány más sokúszós csukához, melyekkel könnyen összetéveszthető.

## Rendszerezése
William John Ansorge (1850-1913) felfedező után nevezték el, aki a típuspéldányát gyűjtötte.

## Előfordulása
Élőhelye Nyugat-Afrika folyói és tavai.

## Megjelenése
Testhossza 28 cm-ig terjed. A guineai sokúszóscsuka félénk és kecses ragadozó, amely alkonyatkor vadászik. Akárcsak rokonainak, ennek a fajnak is számos apró uszony sorakozik a hátán. Mellúszói izmosak és erősek, ezekkel képes sétálni a tó fenekén. Vastag, csontos pikkelyek borítják a testét, hogy megvédjék a ragadozóktól, például a sasoktól vagy a krokodiloktól. Ezzel a fajjal annyira ritkán lehet találkozni, hogy a kutatók egészen fellelkesülnek, ha sikerül megpillantaniuk egy-egy példányt.

## Életmódja
Táplálékai rákok, rovarok és egyéb apró gerinctelenek.